# Nicolás Riccardi
Nicolas Victor Riccardi Cassese (Montevideo, 10 marzo 1911 – Montevideo, 20 novembre 1997) è stato un calciatore uruguaiano, di ruolo difensore.

## Caratteristiche tecniche
Giocava come terzino.

## Carriera
Appena arrivato in Europa, nella stagione 1935-1936 collezionò 26 presenze con la maglia del Palermo in Serie A in una stagione che si concluse con la retrocessione per i siciliani; dopo aver disputato un campionato di Serie B passò al Napoli, con cui giocò due campionati, coronati da un quinto posto in Serie A nel suo ultimo campionato con i partenopei.